# Битка код Иштеда
Битка код Иштеда вођена је 24. и 25. јула 1850. године између данске и немачке војске. Део је Првог шлеског рата, а завршена је данском победом.

## Битка
Немачки генерал Вилизен, командант шлезвиг-холштајнских трупа, је са око 25.000 људи посео положаје код Иштеда. Ту је 24. јула сачекао Данце. Данце је предводио генерал Герхард Крог. Војска им је бројала око 37.000 људи. Првог дана борбе, акција се није завршила неповољно по Немце. Међутим, следећег дана Данци су успели да их потисну. Губици: Данци око 3200, а Немци око 2000 погинулих и рањених и 1700 заробљених.